# Corbeau d'argent
Le Corbeau d'argent (Silver Raven) est une récompense décernée par le Jury International du Festival international du film fantastique de Bruxelles. Il s'agit du deuxième prix le plus important après le Corbeau d'or. Il est décerné depuis 1986 ; dès 1987, le jury a décerné deux Corbeaux d'argent par an.

## Palmarès
(avril 2017).
| Année | Film                                            | Titre original                                          | Réalisateur                             | Pays                                            |
| ----- | ----------------------------------------------- | ------------------------------------------------------- | --------------------------------------- | ----------------------------------------------- |
| 1986  | Maxie                                           |                                                         | Paul Aaron                              | États-Unis                                      |
| 1987  | Street Trash                                    |                                                         | James Muro                              | États-Unis                                      |
| 1987  | De wisselwachter                                |                                                         | Jos Stelling                            | Pays-Bas                                        |
| 1988  | Aux frontières de l'aube                        | Near Dark                                               | Kathryn Bigelow                         | États-Unis                                      |
| 1988  | The Monster Squad                               |                                                         | Fred Dekker                             | États-Unis                                      |
| 1989  | Waxwork                                         |                                                         | Anthony Hickox                          | États-Unis / Allemagne de l'Ouest / Royaume-Uni |
| 1989  | Destroyer                                       | Shadow of Death                                         | Robert Kirk                             | États-Unis                                      |
| 1990  | Society                                         |                                                         | Brian Yuzna                             | États-Unis                                      |
| 1990  | Les Désincarnés                                 | 異人たちとの夏                                          | Nobuhiko Ōbayashi                       | Japon                                           |
| 1991  | Hardware                                        |                                                         | Richard Stanley                         | Royaume-Uni / États-Unis                        |
| 1991  | Henry, portrait d'un serial killer              | Henry: Portrait of a Serial Killer                      | John McNaughton                         | États-Unis                                      |
| 1992  | Highway 61                                      |                                                         | Bruce McDonald                          | Canada                                          |
| 1992  | Tetsuo II: Body Hammer                          | 鉄男 II                                                 | Shinya Tsukamoto                        | Japon                                           |
| 1993  | Siméon                                          |                                                         | Euzhan Palcy                            | France                                          |
| 1993  | Panic sur Florida Beach                         | Matinee                                                 | Joe Dante                               | États-Unis                                      |
| 1994  | Cronos                                          |                                                         | Guillermo del Toro                      | Mexique                                         |
| 1994  | Younger and Younger                             |                                                         | Percy Adlon                             | Allemagne / États-Unis                          |
| 1995  | Trollsyn                                        |                                                         | Ola Solum                               | Norvège                                         |
| 1995  | La Voix de l'araignée                           |                                                         | Henri Barges                            | France                                          |
| 1996  | Haunted                                         |                                                         | Lewis Gilbert                           | Royaume-Uni / États-Unis                        |
| 1996  | Angela                                          |                                                         | Rebecca Miller                          | États-Unis                                      |
| 1997  | Retroaction                                     | Retroactive                                             | Louis Morneau                           | États-Unis                                      |
| 1997  | Karmina                                         |                                                         | Gabriel Pelletier                       | Canada                                          |
| 1998  | 8 têtes dans un sac                             | 8 Heads in a Duffel Bag                                 | Tom Schulman                            | États-Unis / Royaume-Uni                        |
| 1998  | L'arcano incantatore                            |                                                         | Pupi Avati                              | Italie                                          |
| 1999  | Cube                                            |                                                         | Vincenzo Natali                         | Canada                                          |
| 1999  | Prémonitions                                    | In Dreams                                               | Neil Jordan                             | États-Unis                                      |
| 2000  | Galaxy Quest                                    |                                                         | David Howard                            | États-Unis                                      |
| 2000  | Voyeur                                          | Eye of the Beholder                                     | Stephan Elliott                         | Canada / Royaume-Uni / Australie                |
| 2001  | Vampire Hunter D : Bloodlust                    | バンパイアハンターD, Banpaia Hantā D                    | Yoshiaki Kawajiri                       | Japon / États-Unis                              |
| 2001  | Intuitions                                      | The Gift                                                | Sam Raimi                               | États-Unis                                      |
| 2002  | Dark Water                                      | 仄暗い水の底から, Honogurai mizu no soko kara           | Hideo Nakata                            | Japon                                           |
| 2002  | Fausto 5.0                                      |                                                         | Álex Ollé, Isidro Ortiz, Carlos Padrisa | Espagne                                         |
| 2003  | Aragami                                         |                                                         | Ryûhei Kitamura                         | Japon                                           |
| 2003  | May                                             |                                                         | Lucky McKee                             | États-Unis                                      |
| 2004  | Deux sœurs                                      | 장화 홍련, Janghwa, Hongryeon                           | Kim Jee-woon                            | Corée du Sud                                    |
| 2004  | Gozu                                            | 極道恐怖大劇場 牛頭 GOZU, Gokudô kyôfu dai-gekijô: Gozu | Takashi Miike                           | Japon                                           |
| 2005  | Vital                                           | ヴィタール, Vital                                       | Shinya Tsukamoto                        | Japon                                           |
| 2005  | Night Watch                                     | Ночной дозор, Notchnoï dozor                            | Timur Bekmambetov                       | Russie                                          |
| 2006  | Storm                                           |                                                         | Måns Mårlind, Björn Stein               | Suède                                           |
| 2007  | Black Sheep                                     |                                                         | Jonathan King                           | Nouvelle-Zélande                                |
| 2007  | The Restless                                    | Joong-cheon                                             | Jo Dong-ho                              | Corée du Sud                                    |
| 2008  | [●REC]                                          |                                                         | Jaume Balagueró, Paco Plaza             | Espagne                                         |
| 2008  | Stuck                                           |                                                         | Stuart Gordon                           | Canada / États-Unis / Royaume-Uni / Allemagne   |
| 2009  | Sauna                                           |                                                         | Antti-Jussi Annila                      | Finlande / République tchèque                   |
| 2009  | La Dernière Maison sur la gauche                | The Last House on the Left                              | Dennis Iliadis (en)                     | États-Unis                                      |
| 2010  | Thirst, ceci est mon sang                       | 박쥐, Bakjwi                                            | Park Chan-wook                          | Corée du Sud                                    |
| 2010  | Symbol                                          | しんぼる, Shinboru                                      | Hitoshi Matsumoto                       | Japon                                           |
| 2011  | Midnight Son                                    |                                                         | Scott Leberecht                         | États-Unis                                      |
| 2011  | Détective Dee : Le Mystère de la flamme fantôme | 狄仁傑之通天帝國, Dí Rénjié zhī tōng tiān dìguó         | Tsui Hark                               | Chine / Hong Kong                               |
| 2012  | Juan of the Dead                                | Juan de los Muertos                                     | Alejandro Brugués                       | Espagne / Cuba                                  |
| 2012  | Tormented                                       | Rabitto horâ                                            | Takashi Shimizu                         | Japon / Pays-Bas                                |
| 2013  |                                                 |                                                         |                                         |                                                 |
| 2014  |                                                 |                                                         |                                         |                                                 |
| 2015  |                                                 |                                                         |                                         |                                                 |
| 2016  |                                                 |                                                         |                                         |                                                 |
| 2017  |                                                 |                                                         |                                         |                                                 |